# Daniel Garber

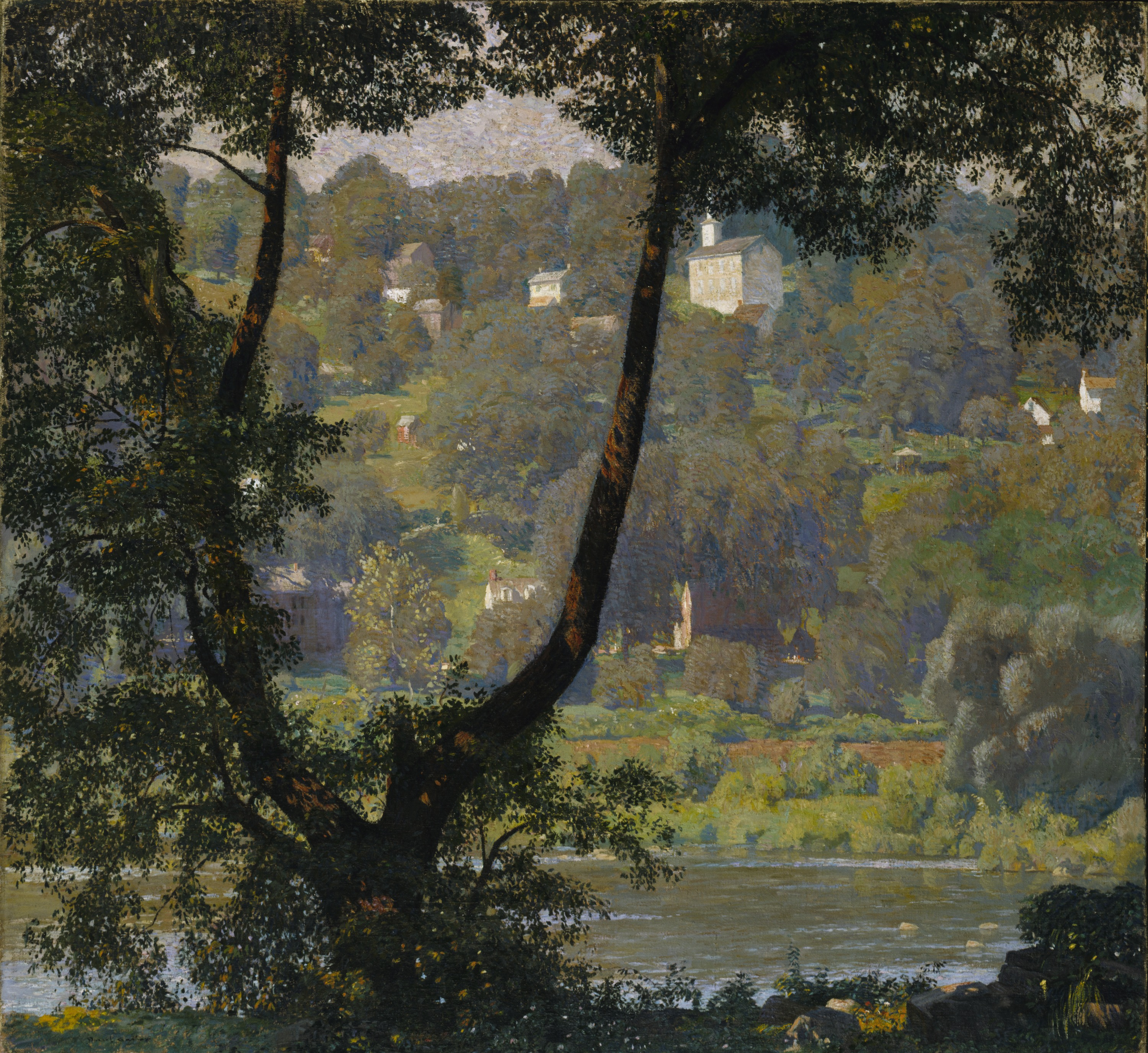
Daniel Garber - Tohickon (1920)

Daniel Garber (11 de abril de 1880-5 de julio de 1958) fue un pintor paisajista impresionista estadounidense y miembro de la colonia de arte de New Hope, Pensilvania. Hoy es más conocido por sus grandes escenas impresionistas del área de New Hope, en las que a menudo representaba el río Delaware. También pintó obras de interior figurativas y se destacó en la práctica del aguafuerte. Además de su carrera como pintor, Garber enseñó arte en la Academia de Bellas Artes de Pensilvania durante más de cuarenta años.

## Trayectoria

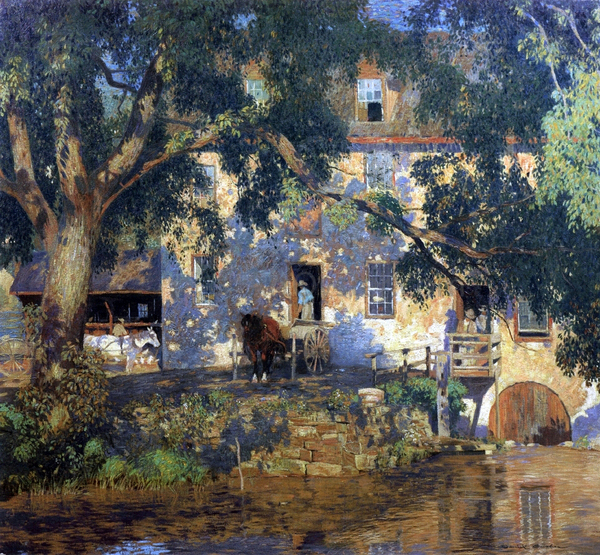
Daniel Garber The Old Mill 1921

Garber nació el 11 de abril de 1880 en North Manchester, Indiana. Estudió arte en la Academia de Arte de Cincinnati y en la Academia de Bellas Artes de Pensilvania en Filadelfia, de 1899 a 1905. Durante esa época, Garber conoció y se casó con su esposa, Mary Franklin, quien también era estudiante de arte. Siguiendo la tradición de muchos artistas estadounidenses, Garber y su esposa viajaron a Europa para completar su educación artística. Al regresar a Estados Unidos en 1907, siguiendo el consejo del también pintor William Langson Lathrop, se instaló en Cuttalossa (municipio de Solebury, condado de Bucks) río abajo de Lumberville, Pensilvania, seis millas río Delaware arriba desde New Hope.
Como la mayoría de los pintores impresionistas, Garber pintó paisajes al aire libre, directamente de la naturaleza. Expuso sus obras en todo el país y obtuvo numerosos premios, incluida una medalla de oro en la Exposición Internacional Panamá-Pacífico (1915) en San Francisco, California. Fue elegido miembro de la Academia Nacional de Diseño en 1913. Garber murió el 5 de julio de 1958, tras caer de una escalera en su estudio. Hoy en día, los coleccionistas e historiadores del arte consideran que las pinturas de Garber se encuentran entre las mejores obras producidas en la colonia de arte de New Hope. Sus pinturas se encuentran en los principales museos, incluido el Museo de Arte Americano Smithsonian en Washington D. C., el Instituto de Arte de Chicago y el Museo de Arte de Filadelfia. Uno de los alumnos de Garber fue la artista Delle Miller.